# 3582 Сірано
3582 Сірано (3582 Cyrano) — астероїд головного поясу, відкритий 2 жовтня 1986 року.
Тіссеранів параметр щодо Юпітера — 3,221.